# Levi Woodbury
Levi Woodbury (22 de diciembre de 1789-4 de septiembre de 1851) fue un abogado, jurista y político demócrata estadounidense. Durante una carrera de cuatro décadas en cargos públicos, Woodbury fue juez asociado del Tribunal Supremo de los Estados Unidos, senador de los Estados Unidos, noveno gobernador de Nuevo Hampshire y miembro del gabinete de los gobiernos de Andrew Jackson y Martin Van Buren. Fue uno de los candidatos iniciales de la Convención Nacional Demócrata de 1848, de cara a la elección del candidato final para la presidencia de Estados Unidos en las elecciones que se celebraron dicho año.

## Biografía
Nacido en Francestown (Nuevo Hampshire), inició su actividad como abogado en esta localidad en 1812. Tras servir en el Senado de Nuevo Hampshire, fue nombrado miembro del Tribunal Supremo de Nuevo Hampshire en 1817. Fue gobernador de Nuevo Hampshire de 1823 a 1824 y representó a Nuevo Hampshire en el Senado de los Estados Unidos de 1825 a 1831, afiliándose al Partido Demócrata de Andrew Jackson. Fue Secretario de la Armada con el presidente Jackson y secretario del Tesoro con Jackson y el presidente Martin Van Buren.
Ejerció otro mandato representando a Nuevo Hampshire en el Senado de 1841 a 1845, cuando aceptó el nombramiento del presidente James K. Polk para convertirse en juez del Tribunal Supremo. Woodbury fue el primer juez que había estudiado en una facultad de Derecho. Recibió un importante apoyo para la candidatura presidencial en la Convención Nacional Demócrata de 1848, sobre todo entre los delegados de Nueva Inglaterra, pero la candidatura fue a parar a Lewis Cass, de Míchigan. Woodbury formó parte del tribunal hasta su muerte en 1851, a causa de un tumor inflamatorio en el estómago en Portsmouth (Nuevo Hampshire).